# イギンボトム
イギンボトム（'Igginbottom）は、イングランドのプログレッシブ・ロック・バンドであり、スティーヴン・ロビンソン（ギター）、アラン・ホールズワース（ギター、ボーカル）、デイヴ・フリーマン（ドラム）、ミック・スケリー（ベース）をフィーチャーしていた。彼らは、ミック・ジャクソン、モー・ベーコン、そしてロニー・スコットと彼のビジネス・パートナーであるピート・キングが所有していたミモ (Mimo)と呼ばれる会社によってマネージメントされていた。彼らの唯一のアルバム『イギンボトムズ・レンチ』は1969年にリリースされた。

## ディスコグラフィ

### アルバム
- 『イギンボトムズ・レンチ』 - 'Igginbottom's Wrench (1969年、Deram)